# Meno-Taunus
Meno-Taunos (em alemão:  Main-Taunus) é um distrito da Alemanha, na região administrativa de Darmstadt, estado de Hessen.

## Cidades e Municípios
- Cidades:

1. Bad Soden am Taunus
2. Eppstein
3. Eschborn
4. Flörsheim am Main
5. Hattersheim am Main
6. Hochheim am Main
7. Hofheim am Taunus
8. Kelkheim
9. Schwalbach am Taunus

- Municípios:

1. Kriftel
2. Liederbach am Taunus
3. Sulzbach